# Zoo de Tbilissi
Le zoo de Tbilissi (en géorgien : თბილისის ზოოლოგიური პარკი, t'bilisis zoologiuri parki) est le plus ancien et le plus grand zoo de Géorgie.

## Histoire
Le zoo de Tbilissi est fondé en 1927 par décision du conseil municipal de Tbilissi (en). Malgré une importante affluence durant les années 70, le zoo connait une grave crise à la suite de la chute de l'URSS, en grande partie à cause de la diminution des fonds alloués par le budget de la ville dans le contexte de l’effondrement économique et de l'instabilité politique qui toucha la Géorgie post-soviétique des années 1990. Un représentant de la Société mondiale de protection des animaux, Neil Trent, rapporte en 1993 que plus de la moitié des animaux du zoo ont trouvé la mort en raison de la faim ou du froid depuis 1991.
En juin 2015, le zoo subit les inondations qui touchent la ville. Trois personnes sont trouvées mortes dans le zoo, dont deux employés. Au moins la moitié des 600 animaux du zoo est noyée par les inondations, d'autres s'échappent et errent dans la ville inondée. Un tigre blanc attaque un homme qui meurt à la suite de ses blessures ; il est abattu ainsi que plusieurs autres animaux, dont des loups,. Avant les inondations, le zoo occupait une superficie d'environ 120 hectares et était peuplé par environ 300 espèces endémiques du Caucase ainsi que d'autres régions du monde.